# Le Grand Magicien
Pour plus de détails, voir Fiche technique et Distribution.
Le Grand Magicien (大魔术师, Dai moh seut si) est une comédie d'action sino-hongkongaise co-écrite et réalisée par Derek Yee et sortie en 2011.
Il raconte l'histoire d'un artiste magicien qui s'oppose à un seigneur de la guerre pour récupérer la femme qu'il aime.

## Synopsis
Dans les années qui suivent la révolution chinoise de 1911, au cours desquelles la dynastie Qing est renversée et la République est proclamée, la Chine est divisée en fiefs tenus par des seigneurs de la guerre, occupés à se battre entre eux. Un majordome nommé Liu Kunshan (Wu Gang) utilise la magie pour effrayer les condamnés afin qu'ils rejoignent l'armée du seigneur de guerre Lei Bully (Lau Ching-wan) qui a six épouses et emprisonne également une fille, Liu Yin (Zhou Xun), qui ne veut pas devenir sa septième femme. Un groupe de révolutionnaires locaux veut enlever Lei et ramener la république. Ils font équipe avec un magicien nommé Chang Hsien (Tony Leung Chiu-wai) pour attirer Lei à un spectacle de magie et l'enlever pendant la soirée. Il est révélé que Chang et Liu Yin sont d'anciens amants et que Chang est un apprenti du père de Liu Yin, le magicien Liu Wanyao. Chang découvre que son ancien maître est gardé prisonnier par Liu Kunshan car il veut lui faire avouer un secret de magie.
Les deux anciens amoureux se rencontrent lors du spectacle de magie de Chang qui veut s'enfuir avec elle mais celle-ci refuse de quitter Lei pour ne pas mettre en péril la vie de son père. Lei et Chang deviennent des amis proches. Bien qu'ils connaissent les antécédents de chacun, ils font semblant de ne pas savoir. Chang découvre que son maître a été torturé par Liu Kunshan et qu'il avait un secret à cacher et informe Lei qui demande à Chang d'enquêter sur Liu Kunshan et découvre par la suite que ce-dernier est membre des survivants de la dynastie Qing et veut ramener la dynastie en collaborant avec les Japonais.
Lei découvre que Liu Kunshan a eu une liaison avec sa troisième femme et exige qu'ils partent tous les deux. Comme sa couverture est désormais éventée, Liu Kunshan et les Japonais lancent une attaque contre Lei et d'autres seigneurs de guerre, mais Chang et Lei planifient un plan élaboré pour faire croire que Lei et Liu Yin sont morts. Avec le reste de la dynastie Qing, Liu Kunshan tente de lever une armée par la magie via Chang. Cependant, le stratagème est révélé et les derniers membres de la dynastie Qing sont tués ou arrêtés.
Lei dissout par la suite son armée et donne ses richesses pour devenir chercheur en armement et pour séduire honnêtement Liu Yin qui décide de ne suivre ni Lei ni Chang et Lei et Chang courtisent dorénavant Liu Yin sur un pied d'égalité.

## Fiche technique
- Titre original : 大魔术师
- Titre français : Le Grand Magicien
- Réalisation : Derek Yee
- Réalisation : Derek Yee, Chun Tin-nam et Lau Ho-leung
- Photographie : Kito Nobuyasu
- Montage : Kwong Chi-leung
- Musique : Leon Ko (en)
- Production : Peggy Lee et Mandy Law
- Sociétés de production : Emperor Motion Pictures (en), Polybona Films, Bona Entertainment et Film Unlimited
- Société de distribution : Emperor Motion Pictures
- Pays d’origine :  Hong Kong et  Chine
- Langue originale : mandarin
- Format : couleur
- Genres : comédie d'action
- Durée : 128 minutes
- Dates de sortie :
  - Chine : 22 décembre 2011
  - Hong Kong, Malaisie et Singapour : 12 janvier 2012
  - Japon : 5 janvier 2013

## Distribution
- Tony Leung Chiu-wai : Chang Hsien
- Lau Ching-wan : Lei Bully
- Zhou Xun : Liu Yin
- Yan Ni (en) : La femme de Lei
- Paul Chun : Liu Wanyao
- Alex Fong (en) : Chen Kuo
- Lam Suet : Li Fengjen
- Daniel Wu : Le capitaine Tsai
- Kenya Sawada : Mitearai
- Tsui Hark : Un seigneur de la guerre
- Wang Ziwen (en) : Li Jiao

## Prix et nominations
32e cérémonie des Hong Kong Film Awards
- Nommé : Meilleure actrice (Zhou Xun)
- Nommé : Meilleurs costumes et maquillages (Yee Chung-man (en) et Jessie Dai)